# تیبرینوس (اسطوره)

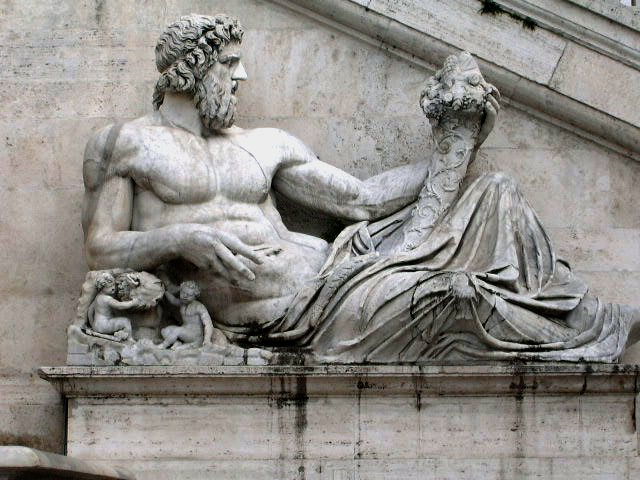

تیبرینوس (انگلیسی: Tiberinus) شخصیتی در اسطوره‌شناسی روم است. او خدای رودخانه تیبر بود. او به عنوان جنیوس (روح) تیبر به ۳۰۰۰ رودخانه (فرزندان اوکئانوس و تتیس (اسطوره) اضافه شد.
تیتوس لیویوس، صاحب کتاب از پیدایش روم، نوشته که او یکی از پادشاهان آلبالونگا بود که در رود تیبر غرق شد و نام خود را بدین رود داد. قبلاً، نام این رود آلبولا بوده است.